# Shyla Heal
Shyla Heal (ur. 19 września 2001 w Kogarah) – australijska koszykarka, występująca na pozycji rozgrywającej, reprezentantka kraju, obecnie zawodniczka Townsville Fire.

## Osiągnięcia
Stan na 15 marca 2023, na podstawie, o ile nie zaznaczono inaczej.

### WNBA
- Mistrzyni WNBA (2021)

### Drużynowe
- Wicemistrzyni:
  - Australii (WNBL – 2020)
  - australijskiej ligi WARATAH (2018)

### Indywidualne
- Najlepsza modsa zawodniczka WNBL (2020)
- Zaliczona do II składu WNBL (2020)

### Reprezentacja

#### Młodzieżowe
- Mistrzyni:
  - Azji U–16 (2017)
  - Oceanii U–17 (2017)
- Wicemistrzyni świata U–19 (2019)
- Brązowa medalistka mistrzostw świata U–17 (2018)
- MVP mistrzostw Oceanii U–17 (2017)
- Zaliczona do I składu mistrzostw świata U–17 (2018)[4]